# Anjou–Louis-Riel
Pour les articles homonymes, voir Anjou (homonymie).
Circonscription électorale provinciale du Canada
Anjou–Louis-Riel (anciennement Anjou) est une circonscription électorale provinciale québécoise située dans la région de Montréal (Québec).
La circonscription a notamment été représentée par Pierre Marc Johnson alors qu'il était premier ministre du Québec.

## Historique
La circonscription électorale d'Anjou a été créée en 1972 à partir des circonscriptions de LaFontaine, Camille-Laurin (alors Bourget) et Bourassa. Ses limites seront légèrement modifiées en 1980, 1988 et 2001 .
Lors de la réforme de la carte électorale de 2011, la circonscription change de nom pour Anjou–Louis-Riel. Ses limites sont toutefois inchangées, tout comme en 2017.

## Territoire et limites
La circonscription comprend une partie de la municipalité de Montréal, soit l'arrondissement d'Anjou et une partie de l'arrondissement de Mercier–Hochelaga-Maisonneuve. Sa superficie est de 17,34 km2 et sa population était de 63 045 personnes en 2016.

## Liste des députés

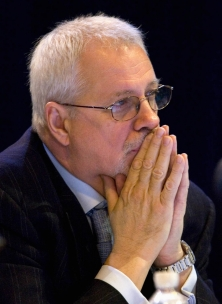
Pierre Marc Johnson est député d'Anjou-Louis-Riel de 1976 à 1988 pour le Parti québécois. Il est premier ministre du Québec en 1985.

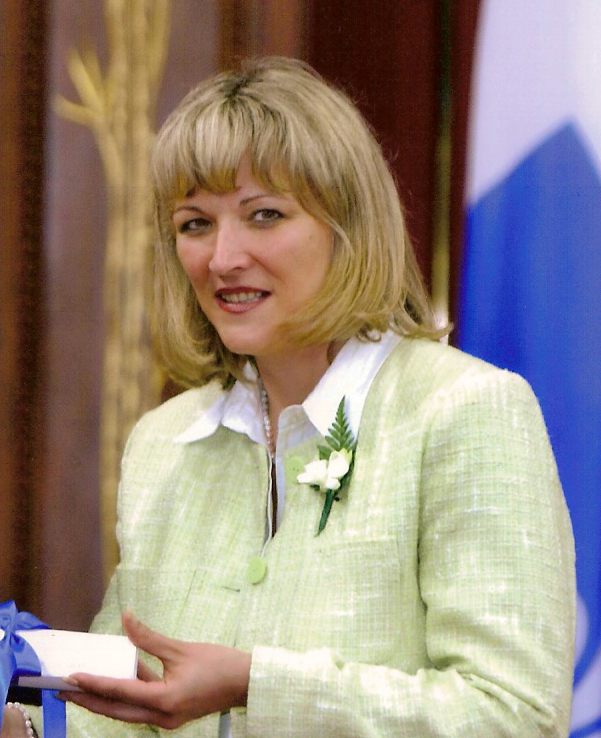
Lise Thériault est députée d'Anjou-Louis-Riel de 2002 à 2022 pour le Parti libéral du Québec.

| Législature                                        | Années       | Député         | Député                   | Parti            |
| -------------------------------------------------- | ------------ | -------------- | ------------------------ | ---------------- |
| Anjou Créée depuis Bourassa, Bourget et LaFontaine |              |                |                          |                  |
| 30e                                                | 1973–1976    |                | Yves Tardif              | Libéral          |
| 31e                                                | 1976–1981    |                | Pierre-Marc Johnson      | Parti québécois  |
| 32e                                                | 1981–1985    |                | Pierre-Marc Johnson      | Parti québécois  |
| 33e                                                | 1985–1987    |                | Pierre-Marc Johnson      | Parti québécois  |
| 33e                                                | 1988–1989    |                | René Serge Larouche      | Libéral          |
| 34e                                                | 1989–1994    |                | René Serge Larouche      | Libéral          |
| 34e                                                | 1990–1991    |                | René Serge Larouche      | Indépendant      |
| 34e                                                | 1992–1994    |                | Pierre Bélanger          | Parti québécois  |
| 35e                                                | 1994–1998    |                | Pierre Bélanger          | Parti québécois  |
| 36e                                                | 1998–2001    |                | Jean-Sébastien Lamoureux | Libéral          |
| 36e                                                | 2002–2003    | Lise Thériault |                          | Libéral          |
| 37e                                                | 2003–2007    | Lise Thériault |                          | Libéral          |
| 38e                                                | 2007–2008    | Lise Thériault |                          | Libéral          |
| 39e                                                | 2008–2012    | Lise Thériault |                          | Libéral          |
| Anjou–Louis-Riel                                   |              |                |                          |                  |
| 40e                                                | 2012–2014    |                | Lise Thériault           | Libéral          |
| 41e                                                | 2014–2018    |                | Lise Thériault           | Libéral          |
| 42e                                                | 2018–2022    |                | Lise Thériault           | Libéral          |
| 43e                                                | 2022–présent |                | Karine Boivin Roy        | Coalition avenir |

## Résultats électoraux

### Évolution pour les principaux partis
| |
| - Parti libéral - Parti québécois - Crédit social (ancien) - Union nationale (ancien) - Action démocratique (ancien) - Québec solidaire - Coalition avenir - Parti conservateur |

### Résultats détaillés
|                                                                                               | Nom                | Parti            | Nombre de voix | %      | Maj.  |
| --------------------------------------------------------------------------------------------- | ------------------ | ---------------- | -------------- | ------ | ----- |
|                                                                                               | Karine Boivin Roy  | Coalition avenir | 9 376          | 35,6 % | 1 331 |
|                                                                                               | Chantal Gagnon     | Libéral          | 8 045          | 30,5 % | -     |
|                                                                                               | Laurence Pageau    | Québec solidaire | 3 893          | 14,8 % | -     |
|                                                                                               | Yastene Adda       | Parti québécois  | 2 910          | 11 %   | -     |
|                                                                                               | Genevieve Deneault | Conservateur     | 1 887          | 7,2 %  | -     |
|                                                                                               | Claude Gélinas     | Climat Québec    | 203            | 0,8 %  | -     |
|                                                                                               | Katy LeRougetel    | Indépendant      | 49             | 0,2 %  | -     |
| Total                                                                                         | Total              | Total            | 26 363         | 100 %  |       |
| Le taux de participation lors de l'élection était de 63,9 % et 427 bulletins ont été rejetés. |                    |                  |                |        |       |

|                                                                                               | Nom                       | Parti            | Nombre de voix | %      | Maj.  |
| --------------------------------------------------------------------------------------------- | ------------------------- | ---------------- | -------------- | ------ | ----- |
|                                                                                               | Lise Thériault (sortante) | Libéral          | 10 802         | 39,1 % | 2 807 |
|                                                                                               | Michèle Gamelin           | Coalition avenir | 7 995          | 28,9 % | -     |
|                                                                                               | Karl Dugal                | Parti québécois  | 4 064          | 14,7 % | -     |
|                                                                                               | Marie-Josée Forget        | Québec solidaire | 4 018          | 14,5 % | -     |
|                                                                                               | Hamza Madani              | Vert             | 519            | 1,9 %  | -     |
|                                                                                               | Vincent Henes             | NPD Québec       | 256            | 0,9 %  | -     |
| Total                                                                                         | Total                     | Total            | 27 654         | 100 %  |       |
| Le taux de participation lors de l'élection était de 64,5 % et 505 bulletins ont été rejetés. |                           |                  |                |        |       |

|                                                                                               | Nom                       | Parti            | Nombre de voix | %      | Maj.  |
| --------------------------------------------------------------------------------------------- | ------------------------- | ---------------- | -------------- | ------ | ----- |
|                                                                                               | Lise Thériault (sortante) | Libéral          | 16 049         | 50,8 % | 8 723 |
|                                                                                               | Yasmina Chouakri          | Parti québécois  | 7 326          | 23,2 % | -     |
|                                                                                               | Richard Campeau           | Coalition avenir | 5 315          | 16,8 % | -     |
|                                                                                               | Marlène Lessard           | Québec solidaire | 2 448          | 7,7 %  | -     |
|                                                                                               | Annibal Teclou            | Vert             | 303            | 1 %    | -     |
|                                                                                               | Raphaël Couture           | Option nationale | 147            | 0,5 %  | -     |
| Total                                                                                         | Total                     | Total            | 31 588         | 100 %  |       |
| Le taux de participation lors de l'élection était de 73,3 % et 454 bulletins ont été rejetés. |                           |                  |                |        |       |

|                                                                                               | Nom                       | Parti                  | Nombre de voix | %      | Maj.  |
| --------------------------------------------------------------------------------------------- | ------------------------- | ---------------------- | -------------- | ------ | ----- |
|                                                                                               | Lise Thériault (sortante) | Libéral                | 12 953         | 40,1 % | 2 955 |
|                                                                                               | Martine Roux              | Parti québécois        | 9 998          | 31 %   | -     |
|                                                                                               | Richard Campeau           | Coalition avenir       | 6 371          | 19,7 % | -     |
|                                                                                               | Marlène Lessard           | Québec solidaire       | 2 347          | 7,3 %  | -     |
|                                                                                               | Raphael Couture           | Option nationale       | 407            | 1,3 %  | -     |
|                                                                                               | Samuel Stohl              | Coalition constituante | 113            | 0,3 %  | -     |
|                                                                                               | Linda Sullivan            | Marxiste-léniniste     | 99             | 0,3 %  | -     |
| Total                                                                                         | Total                     | Total                  | 32 288         | 100 %  |       |
| Le taux de participation lors de l'élection était de 75,3 % et 446 bulletins ont été rejetés. |                           |                        |                |        |       |

|                                                                                               | Nom                       | Parti               | Nombre de voix | %      | Maj.  |
| --------------------------------------------------------------------------------------------- | ------------------------- | ------------------- | -------------- | ------ | ----- |
|                                                                                               | Lise Thériault (sortante) | Libéral             | 13 082         | 50,4 % | 4 152 |
|                                                                                               | Sébastien Richard         | Parti québécois     | 8 930          | 34,4 % | -     |
|                                                                                               | Jacques Lachapelle        | Action démocratique | 2 252          | 8,7 %  | -     |
|                                                                                               | Francine Gagné            | Québec solidaire    | 944            | 3,6 %  | -     |
|                                                                                               | Sylvie Morneau            | Vert                | 727            | 2,8 %  | -     |
| Total                                                                                         | Total                     | Total               | 25 935         | 100 %  |       |
| Le taux de participation lors de l'élection était de 58,9 % et 385 bulletins ont été rejetés. |                           |                     |                |        |       |

|                                                                                             | Nom                       | Parti               | Nombre de voix | %      | Maj.  |
| ------------------------------------------------------------------------------------------- | ------------------------- | ------------------- | -------------- | ------ | ----- |
|                                                                                             | Lise Thériault (sortante) | Libéral             | 13 280         | 41,4 % | 4 485 |
|                                                                                             | Sébastien Richard         | Parti québécois     | 8 795          | 27,4 % | -     |
|                                                                                             | Lorraine Laperrière       | Action démocratique | 7 409          | 23,1 % | -     |
|                                                                                             | Alain Bissonette          | Vert                | 1 376          | 4,3 %  | -     |
|                                                                                             | Francine Gagné            | Québec solidaire    | 1 151          | 3,6 %  | -     |
|                                                                                             | Hélène Héroux             | Marxiste-léniniste  | 99             | 0,3 %  | -     |
| Total                                                                                       | Total                     | Total               | 32 110         | 100 %  |       |
| Le taux de participation lors de l'élection était de 72 % et 333 bulletins ont été rejetés. |                           |                     |                |        |       |

|                                                                                               | Nom                       | Parti               | Nombre de voix | %      | Maj.  |
| --------------------------------------------------------------------------------------------- | ------------------------- | ------------------- | -------------- | ------ | ----- |
|                                                                                               | Lise Thériault (sortante) | Libéral             | 17 572         | 53,7 % | 6 999 |
|                                                                                               | France Bachand            | Parti québécois     | 10 573         | 32,3 % | -     |
|                                                                                               | Martin Janson             | Action démocratique | 4 319          | 13,2 % | -     |
|                                                                                               | Hélène Héroux             | Marxiste-léniniste  | 266            | 0,8 %  | -     |
| Total                                                                                         | Total                     | Total               | 32 730         | 100 %  |       |
| Le taux de participation lors de l'élection était de 73,3 % et 513 bulletins ont été rejetés. |                           |                     |                |        |       |

|                                                                                               | Nom                       | Parti                 | Nombre de voix | %      | Maj. |
| --------------------------------------------------------------------------------------------- | ------------------------- | --------------------- | -------------- | ------ | ---- |
|                                                                                               | Jean-Sébastien Lamoureux  | Libéral               | 12 097         | 44,5 % | 143  |
|                                                                                               | Pierre Bélanger (sortant) | Parti québécois       | 11 954         | 44 %   | -    |
|                                                                                               | Michel Lalonde            | Action démocratique   | 2 825          | 10,4 % | -    |
|                                                                                               | Bernard Beaulieu          | Démocratie socialiste | 192            | 0,7 %  | -    |
|                                                                                               | Roberto Barba             | Parti innovateur      | 68             | 0,3 %  | -    |
|                                                                                               | Teresa Vergara            | Communiste            | 44             | 0,2 %  | -    |
| Total                                                                                         | Total                     | Total                 | 27 180         | 100 %  |      |
| Le taux de participation lors de l'élection était de 82,3 % et 384 bulletins ont été rejetés. |                           |                       |                |        |      |

## Référendums
|  | Référendum                     | % du OUI | % du NON | Taux de participation |
|  | Référendum de 1980             | 46,38 %  | 53,62 %  | 87,74 %               |
|  | Accord de Charlottetown (1992) | 43,35 %  | 56,65 %  | 86,79 %               |
|  | Référendum de 1995             | 49,51 %  | 50,49 %  | 94,86 %               |